# Jamie Mackie
James Charles Mackie, detto Jamie (Dorking, 22 settembre 1985), è un ex calciatore inglese naturalizzato scozzese, di ruolo attaccante.

## Carriera

### Club
Il 26 luglio 2013 Jamie Mackie si lega con un contratto triennale al Nottingham Forest.

#### 2003-2008
Mackie comincia la sua carriera nel piccolo club del Leatherhead, fu comprato dal Wimbledon nel 2003 prima di trasferirsi nell'Exeter City nell'agosto del 2005. A seguito di una breve parentesi in prestito al Sutton United nella sua prima stagione, Mackie continuò ad essere titolare in prima squadra segnando più di 20 gol in tutte le competizioni in quasi 100 presenze, in modo da disitnguersi per l'eccellente potenziale.

#### Plymouth Argyle

##### Stagione 2007-2008
Mackie firmò per il Plymouth Argyle per una quota iniziale di 125 000 £.
Nella sua prima apparizione con il Plymouth Argyle il 12 febbraio 2008, partendo dalla panchina nel match contro il Barnsley, Mackie segnò 11 secondi dopo il suo arrivo in campo, rompendo così il record detenuto da Tony Witter per il gol più veloce segnato nel Plymouth Argyle in un debutto. In quella partita segnò un altro gol dando ai tifosi dell'"Argyle" un ricordo memorabile. Ha giocato 13 partite in quella stagione, soprattutto come riserva, segnando il suo terzo gol contro il Preston North End il 19 aprile 2008.

##### Biennio 2008-2010
Mackie si è saldamente affermato come un protagonista in prima squadra durante la stagione 2008-09, con 45 presenze in tutte le competizioni, facendo un gol bellissimo da oltre 20 metri contro il Reading F.C. a Home Park. Dopo aver iniziato la carriera con i "Pilgrims" inizialmente come riserva d'impatto, Mackie in seguito divenne un titolare. Ha giocato 44 volte durante la stagione 2009-10, segnando un totale di 8 gol, anche se questo non fu sufficiente a mantenere il Plymouth in Football League Championship.

#### QPR
Nel maggio del 2010, Mackie ha firmato un contratto quadriennale con il Queens Park Rangers a pagamento riservato. Mackie ha avuto un buon inizio di campionato nel QPR, segnando al suo debutto nella vittoria per 4-0 sul Barnsley. Entro metà settembre Mackie si era guadagnato un posto in cima alla lista dei capocannonieri della Football League Championship con 8 gol nelle prime 7 partite di campionato, segnando due gol contro l'Ipswich Town e il Leicester City.
Non andò a segno per altre 13 partite fino alla vittoria per 4-0 contro lo Swansea City. Un brutto infortunio lo ha tenuto fuori per 7 mesi, Mackie tornò infatti ad allenarsi il settembre seguente.
La stagione seguente, con il QPR promosso in Premier League vide Mackie giocare fondamentalmente come titolare come esterno sinistro, utilizzato sia da Neil Warnock sia da Mark Hughes dopo l'esonero a febbraio del primo. Il primo goal di Mackie fu contro il Sunderland nella sconfitta casalinga persa 2-3. Durante la seconda parte della stagione, Mackie si rivelò fondamentale per la salvezza del club andando a segno in partite importanti e decisive come la vittoria contro il Liverpool (3-2 al 90º di Mackie) e fornendo assist che decisero molte partite come quello per Samba Diakité contro l'Arsenal dove il QPR si impose per 2-1 nel derby. Nell'ultima partita di campionato, quella decisiva per la salvezza fu autore della rete del momentaneo 2-1 contro il Manchester City, partita persa per 3-2 in un rocambolesco finale. Tuttavia grazie al pareggio del Bolton nell'ultima partita di campionato il QPR si salvò.
Nel maggio 2012 Mackie firmò un'estensione di contratto di un anno, allungandolo fino al 2015. La seconda stagione in Premier League per lo Scozzese è iniziata bene con 2 goal realizzati rispettivamente al Manchester United e nel pareggio contro l'Aston Villa.
Il 16 giugno 2015 ritorna al Queens Park Rangers, con il quale firma un contratto biennale.

### Nazionale
Il 24 agosto 2010, Mackie dichiarò di voler giocare a livello internazionale per la Scozia. Può giocare per questa nazione poiché suo nonno è nato a Kilmarnock. Ha ottenuto la sua prima presenza giocando un incontro valido per le Qualificazioni al campionato europeo di calcio 2012 vinto per 1-0 dalla Repubblica Ceca.

## Statistiche

### Cronologia presenze e reti in nazionale
| Cronologia completa delle presenze e delle reti in nazionale ― Scozia | Cronologia completa delle presenze e delle reti in nazionale ― Scozia | Cronologia completa delle presenze e delle reti in nazionale ― Scozia | Cronologia completa delle presenze e delle reti in nazionale ― Scozia | Cronologia completa delle presenze e delle reti in nazionale ― Scozia | Cronologia completa delle presenze e delle reti in nazionale ― Scozia | Cronologia completa delle presenze e delle reti in nazionale ― Scozia | Cronologia completa delle presenze e delle reti in nazionale ― Scozia |
| Data                                                                  | Città                                                                 | In casa                                                               | Risultato                                                             | Ospiti                                                                | Competizione                                                          | Reti                                                                  | Note                                                                  |
| --------------------------------------------------------------------- | --------------------------------------------------------------------- | --------------------------------------------------------------------- | --------------------------------------------------------------------- | --------------------------------------------------------------------- | --------------------------------------------------------------------- | --------------------------------------------------------------------- | --------------------------------------------------------------------- |
| 8-10-2010                                                             | Praga                                                                 | Rep. Ceca                                                             | 1 – 0                                                                 | Scozia                                                                | Qual. Euro 2012                                                       | -                                                                     | 76’                                                                   |
| 12-10-2010                                                            | Glasgow                                                               | Scozia                                                                | 2 – 3                                                                 | Spagna                                                                | Qual. Euro 2012                                                       | -                                                                     | 80’                                                                   |
| 16-11-2010                                                            | Aberdeen                                                              | Scozia                                                                | 3 – 0                                                                 | Fær Øer                                                               | Amichevole                                                            | 1                                                                     |                                                                       |
| 11-11-2011                                                            | Larnaca                                                               | Cipro                                                                 | 1 – 2                                                                 | Scozia                                                                | Amichevole                                                            | 1                                                                     | 87’                                                                   |
| 29-2-2012                                                             | Capodistria                                                           | Slovenia                                                              | 1 – 1                                                                 | Scozia                                                                | Amichevole                                                            | -                                                                     | 81’                                                                   |
| 8-9-2012                                                              | Glasgow                                                               | Scozia                                                                | 0 – 0                                                                 | Serbia                                                                | Qual. Mondiali 2014                                                   | -                                                                     | 81’                                                                   |
| 11-9-2012                                                             | Glasgow                                                               | Scozia                                                                | 1 – 1                                                                 | Macedonia                                                             | Qual. Mondiali 2014                                                   | -                                                                     | 77’                                                                   |
| 12-10-2012                                                            | Cardiff                                                               | Galles                                                                | 2 – 1                                                                 | Scozia                                                                | Qual. Mondiali 2014                                                   | -                                                                     | 87’                                                                   |
| 16-10-2012                                                            | Bruxelles                                                             | Belgio                                                                | 2 – 0                                                                 | Scozia                                                                | Qual. Mondiali 2014                                                   | -                                                                     | 46’                                                                   |
| Totale                                                                |                                                                       | Presenze                                                              | 9                                                                     |                                                                       | Reti                                                                  | 2                                                                     |                                                                       |

## Palmarès

### Club

#### Competizioni nazionali
- Campionato inglese di seconda divisione: 1

QPR: 2010-2011